# Франчук Віра Юріївна
Віра Юріївна Франчук (17 січня 1932, Тирасполь — 22 березня 2019, Київ) — 
українська мовознавиця, фахівчиня з історії російської та української мов, докторка філологічних наук (1990), професорка (1992). Авторка праць з давньоруського літописання й «Слова о полку Ігоревім», джерелознавства козацької доби, історії східнослов’янських мов та слов’янського мовознавства. Підготувала першу наукову біографію О. О. Потебні. Укладачка і хранителька його наукової спадщини.

## Біографія
Народилася в сім’ї вчителів. У 1954 р. закінчила з відзнакою Харківський державний університет ім. О. М. Горького (нині Харківський національний університет ім. В. Н. Каразіна) і вступила в аспірантуру при кафедрі російської мови та загального мовознавства, де навчалася до 1957 р. (науковим керівником була канд. філол. наук В. П. Бєсєдіна-Невзорова). З 1958 р. працювала в Інституті мовознавства ім. О.О. Потебні НАН України референтом, молодшим, старшим і провідним (з 1990 р.) науковим співробітником. У 1961 р. захистила кандидатську («Відприкметникові прислівники в російській літературній мові XVIII ст.»), а в 1989 р. докторську дисертацію («Київський літопис. Склад і джерела в лінгвістичному висвітленні»). У 1992 р. здобула наукове звання професора. Під її керівництвом захищено 8 кандидатських дисертацій.
Учасниця багатьох наукових конференцій, зокрема Міжнародних конгресів україністів і Міжнародних з’їздів славістів. 
Була членом комісії з історії славістики при Міжнародному комітеті славістів. Лауреатка премій ім. О. О. Потебні (1999) та ім. М. І. Костомарова (2004). Нагороджена відзнакою НАНУ «За підготовку наукової зміни» (2018).

## Наукова діяльність
Авторка близько 250 публікацій. Тематика мовознавчих студій охоплювала історію східнослов’янських мов (зокрема, давньоруської та російської літературної мови XVIII ст.), лінгвістичні й текстологічні проблеми літописання ХІІ ст., «Слова о полку Ігоревім». 
Багато зробила для опрацювання та збереження спадщини українського мовознавця-філософа О. О. Потебні. Завдяки її ініціативі харківський архів ученого, як і частина його московської спадщини, перенесено до Центрального державного історичного архіву України (особистий фонд № 2045). Запровадила в науковий обіг за архівними джерелами цілу низку раніше не опублікованих праць О. О. Потебні, додавши до них ґрунтовні коментарі.
Відновила за копіями та підготувала до друку текст втраченої праці вченого «Ударение», поповнила архівними матеріалами його відоме дослідження «Из записок по русской грамматике» (т. IV, вип. 1−2). Завдяки її зусиллям вийшли друком три монографії, присвячені увічненню пам’яті мовознавця: «Олександр Опанасович Потебня» (1975), «Олександр Опанасович Потебня. Життя та творчий шлях» (1985), «Олександр Опанасович Потебня. Сторінки життя і наукової діяльності» (2012). Організаторка Потебнянських читань (1977, 1979, 1981, 1985, 1991, 1995, 1998) і модераторка круглих столів і секцій «Наукова спадщина О. О. Потебні в контексті сучасності», проведених на Міжнародних конгреса україністів (1996 — Харків; 1999 — Одеса; 2002 — Чернівці; 2005 — Донецьк; 2008 — Київ). Відповідальний редактор збірників матеріалів цих наукових заходів.
Досліджувала діяльність відомих славістів ХІХ століття, які належали до наукового кола спілкування О. О. Потебні: І. Срезневського, М. Дринова, В. Ягича, О. Шахматова, Я. Бодуена де Куртене, О. Русова, Ф. Буслаєва. Опублікувала їхнє листування з Потебнею. Популяризувала також внесок харківських філологів ХІХ ст. у вітчизняне слов’янознавство, підготувавши кілька статей про Харківську філологічну школу у фахових енциклопедичних виданнях.
Тісно співпрацювала з Науково-дослідним центром «Часи козацькі», Центром пам’яткознавства НАН України і Українським товариством охорони пам’яток історії та культури (УТОПІК). З 2001 р. протягом майже двадцяти років брала участь у проведенні щорічної науково-практичної конференції «Нові дослідження пам’яток козацької доби в Україні», де очолювала секцію «Писемні джерела та історіографія вивчення пам’яток українського козацтва». 

## Основні публікації

### Монографії
- Сравнительно-исторический синтаксис восточнославянских языков. Члены предложения. — М.: Наука, 1968. — 300 с. (співавторка).
- Олександр Опанасович Потебня. — К.: Наук. думка, 1975. — 91 с.
- Русские говоры на Украине. — К.: Наукова думка, 1982. — 232 с. (співавторка).
- Олександр Опанасович Потебня. Життя та творчий шлях. — К.: Наук. думка, 1985. –167 с.
- Киевская летопись. Состав и источники в лингвистическом освещении. — К.: Наук. думка, 1986. — 182 с.
- Літописні оповіді про похід князя Ігоря. Упорядкування. Текстологічне дослідження та переклади. — К.: Наук. думка, 1988. — 191 с.
- Олександр Опанасович Потебня: сторінки життя і наукової діяльності. — К.: Видавничий Дім «Бураго», 2012. — 375 с.

### Інші окремі видання
- Наречия, образованные от имен прилагательных, в русском литературном языке XVIII в. — К.: АН УССР, 1961. — 56 с.
- Ділова мова Волині і Наддніпрянщини XVII ст. Зб. актових док. — К.: Наук. думка, 1981. — 315 с. (співупорядниця).
- Галицько-Волинський літопис. Текст. Дослідження. Коментарі. — К.: Наук. думка, 2002. — 399 с. (співавторка, співупорядниця).

### Статті
- Праці О. О. Потебні з акцентології // Мовознавство. — 1971. — №  3. — С. 38–46.
- К столетию «Из записок по русской грамматике» А. А. Потебни (1874–1974) // Известия АН СССР. Сер. лит. и яз. — 1974. — №  6. — С. 527–535.
- О. О. Шахматов і наукова спадщина О. О. Потебні // Мовознавство. — 1974. — № 3. — С. 36–44.
- Мог ли Петр Бориславич создать «Слово о полку Игореве?» (Наблюдения над языком «Слова» и Ипатьевской летописи) // Труды Отдела древнерусской литературы. — 1976. — Т. XXXI. — С. 77–92.
- Листування І. О. Бодуена де Куртене та О. О. Потебні // Мовознавство. — 1979. — № 6. — С. 36–39.
- До біографії О. О. Потебні: Опанас Юхимович Потебня // Потебнянські читання: Зб. — К.: Наук. думка, 1981. — С. 168–180.
- К истории распространения идей А. А. Потебни в начале ХХ в. // Учен. зап. Тартуского университета. — 1983. — Вып. 649: Из истории славяноведения в России. — С. 106–121.
- О языке древнерусской дипломатии // Вопросы языкознания. — 1984. — №  4. — С. 58–69.
- А. А. Потебня и славянская филология // Вопросы языкознания. — 1992. — № 4. — С. 123–130.
- Декабристи і родина Потебень // Український історичний журнал. — 1992. — № 3. — С. 66–74.
- О. О. Потебня і генезис славістичної науки: Витоки і доля філологічної спадщини вченого // XI Міжнародний з’їзд славістів: Слов’янське мовознавство: Доповіді української делегації. — К., 1993. — С. 124–148.
- З оточення Олександра Потебні // Київська старовина. — 1994. — № 1. — С. 6–16.
- Українська мова в науковій і громадській практиці О. О. Потебні // Мовознавство: Тези та повідом. III Міжнародного конгресу україністів (Харків, 26–29 серп. 1996 р.). — Х., 1996. — С. 297–302.
- Словотворчість давніх східнослов’янських письменників на південнослов’янському мовному тлі // Мовознавство. — 2003. — № 2/3. — С. 74–85 (співавторка).
- Вивчення спадщини О. О. Потебні в Україні (1975–2000) // О. О. Потебня й актуальні питання мови та культури: Зб. наук. праць. — К.: Видав. Дім Дмитра Бураго, 2004. — С. 150–156.
- Академік Олександр Потебня // Світогляд. — 2008. — № 5. — С. 83–87.
- Кирило-Мефодіївські традиції в мові давньоруської писемності // Мовознавство. — 2008. — № 2/3. — С. 111–123 (співавторка).
- Листування Олександра Опанасовича Потебні з першими видавцями «Киевской старины» // Київська старовина. — 2008. — № 4. — С. 3–12.
- Київська спадщина у писемності Великого князівства Литовського // Мовознавство. — 2013. — № 2/3. — С. 113–127 (співавторка).
- Другий південнослов’янський вплив у «Слові о полку Ігоревім» і «Задонщине» // Мовознавство. – 2018. – № 2. – С. 70–81.

### Словники, енциклопедії
- Русско-украинский словарь: в 3 т.– К.: Наук. думка, 1968 (співукладачка).
- Словник української мови: в 11 т. — К.: Наук. думка, 1970–1980 (співукладачка).
- Українська мова. Енциклопедія. — К.: Вид-во «Укр. енциклопедія ім. М. П. Бажана», 2000 (2-е вид. — 2004; 3-є вид. — 2007) — авторка статей про М. Я. Брицина, О. М. Молдована, О. О. Потебню, Харківську філологічну школу.

### Відповідальне редагування
- О. О. Потебня й актуальні питання мови та культури. Зб. наук. праць. — К.: Видавничий дім Дмитра Бураго, 2004. — 368 с.
- Наукова спадщина О. О. Потебні в контексті сучасності. V Міжнародний конгрес україністів. Чернівці, 26–29 серпня 2002 р. — К.: Видавничий Дім Дмитра Бураго, 2005. — 84 с.
- Наукова спадщина О.О. Потебні в контексті сучасності. VI Міжнародний конгрес україністів. Донецьк, 28 червня–1 липня 2005 р. — К.: Видавничий Дім Дмитра Бураго, 2008. — 72 с.
- Наукова спадщина О.О. Потебні у слов’янському культурному просторі: Зб. наук. праць. — К.: Вид. Дім Дмитра Бураго, 2013. — 280 c.
- Ватрослав Ягич і проблеми слов’янознавства. Зб. наук. праць. — К.: Видавничий Дім «Бураго», 2015. — 323 с.
- Віктор Іванович Григорович: життя й наукова спадщина (До 200-річчя від дня народження): Зб. наук. праць. — К.: Видавничий Дім «Бураго», 2017. — 200 с.

### Підготовка до друку праць О. О. Потебні
- А.А. Потебня. Именные суффиксы // Мовознавство. — 1971. — № 6. — С. 43–51.
- А. А. Потебня. Ударение. — К.: Наук. думка, 1973. — С. 21–168.
- А.А. Потебня. Значение ударения в образовании именительного падежа множественного числа существительных мужского рода // Мовознавство. — 1975. — № 5. — С. 37–45.
- От составителя // А.А. Потебня. Из записок по русской грамматике. — Т. IV.– М.: Просвещение, 1977. — Вып. II. Глагол. — С. 3–4, 303–304.
- А.А. Потебня. Из записок по русской грамматике. — [підготовка до друку]. — М.: Просвещение, 1977. — Т. IV. Вып. II. Глагол — С. 7–300.
- От составителя // А.А. Потебня. Из записок по русской грамматике. — Т. IV. Существительное. Прилагательное. Числительное. Местоимение. Член. Союз. Предлог. — М.: Просвещение, 1985. — Вып. I. — С. III–IV.
- А.А. Потебня. Из записок по русской грамматике. Т. IV: Существительное. Прилагательное. Числительное. Местоимение. Член. Союз. Предлог. — М.: Просвещение, 1985. — Вып. I. — С. 1–284.
- А.А. Потебня. О происхождении названий некоторых славянских языческих божеств // Славянский и балканский фольклор. Реконструкция древней славянской духовной культуры: источники и методы. — М.: Наука, 1989. — С. 254–267.
- Невідома автобіографія О.О. Потебні // Слово і час. — 1992. — № 4. — С. 51–54.

## У мережі
- Сторінка В. Ю. Франчук на сайті Інституту мовознавства ім. О. О. Потебні НАН України
- Бібліометричний профіль В. Ю. Франчук (Google Академія)
- Праці В. Ю. Франчук на сайті «Науковці України»
- Избранные работы В. Ю. Франчук по истории славистики